# Quietdrive
Quietdrive – amerykański zespół poppunkowy założony w Minneapolis, Minnesota, w 2002. Grupa wygrała swój debiutancki album, When All That's Left Is You, 30 maja 2006 za pośrednictwem Epic Records. W kwietniu 2008 formacja rozwiązała kontrakt z wytwórnią i wydała album Deliverance za pośrednictwem Militia Group.

## Dyskografia

### Albumy studyjne/EP
| Data wydania         | Tytuł                       | Wytwórnia         | Pozycja na listach Billboard              |
| -------------------- | --------------------------- | ----------------- | ----------------------------------------- |
| 2002                 | Demo                        | niezależnie       |                                           |
| 30 listopada 2003    | Leaving Dramatics EP        | niezależnie       |                                           |
| 4 sierpnia 2004      | Quietdrive EP               | Epic Records      |                                           |
| 27 września 2005     | Fall from the Ceiling EP    | Epic Records      |                                           |
| 27 marca 2006        | Griffin Belzer EP           | Epic Records      |                                           |
| 30 maja 2006         | When All That's Left Is You | Epic Records      | 29 Heatseekers, 40 Top Independent Albums |
| 14 października 2008 | Deliverance                 | The Militia Group | 1 Alternative New Artist i #6 Heatseakers |
| 13 października 2009 | Close Your Eyes EP          | niezależnie       |                                           |

### Single
| Rok  | Tytuł                 | Pozycje na listach | Pozycje na listach | Pozycje na listach | Pozycje na listach | Pozycje na listach | Album                       |
| Rok  | Tytuł                 | US Hot 100         | US Pop 100         | US Digital Songs   | American Top 40    | RIANZ              | Album                       |
| ---- | --------------------- | ------------------ | ------------------ | ------------------ | ------------------ | ------------------ | --------------------------- |
| 2006 | „Rise from the Ashes” |                    |                    |                    |                    |                    | When All That's Left Is You |
| 2007 | „Time After Time”     | 102                | 57                 | 73                 | 25                 | 35                 | When All That's Left Is You |
| 2008 | „Deliverance”         |                    |                    |                    |                    |                    | Deliverance                 |
| 2009 | „Jessica”             |                    |                    |                    |                    |                    | Close Your Eyes EP          |

### Teledyski
- „Rise from the Ashes” (2006), z albumu When All That's Left Is You
- „Jessica” (2009), z albumu Close Your Eyes EP

### Utwory wykorzystane
- Utwór „Rise From The Ashes” pojawił się na ścieżce dźwiękowej do gry wideo NHL 07[5].
- Piosenka „Time After Time” została wykorzystana w filmie Bal maturalny (2008)[6].
- Nagrania „Kissing your Lips”, „Deliverance” i „Hollywood” znalazły się na soundtracku do gry na konsolę Xbox 360, Stoked (2009)[7]